# New Orleans Saints 2022
La stagione 2022 dei New Orleans Saints è stata la 56ª della franchigia nella National Football League e la prima con Dennis Allen come capo-allenatore.
Lo storico capo-allenatore Sean Payton annunciò il suo ritiro il 25 gennaio 2022. Nei suoi 16 anni con la squadra, Payton guidò i Saints a 7 titoli della NFC South, 9 apparizioni ai playoff e al primo e unico Super Bowl della franchigia. Prima del suo addio, Payton era il secondo allenatore da più tempo sulla stessa panchina dopo Bill Belichick dei New England Patriots. L'8 febbraio 2022 Allen fu annunciato come suo sostituto.
I Saints non riuscirono a migliorare il loro record di 9–8 della stagione precedente dopo una sconfitta con i San Francisco 49ers nella settimana 12 e dopo un'altra sconfitta contro i Tampa Bay Buccaneers la settimana successiva ebbero la loro prima stagione con un record negativo dal 2016. Anche se la squadra batté i Philadelphia Eagles nel penultimo turno, fu eliminata dalla caccia ai playoff dopo una vittoria dei Tampa Bay Buccaneers, dei Detroit Lions e dei Green Bay Packers nella stessa giornata. Fu la prima volta che i Saints non si qualificarono ai playoff in stagioni consecutive dal 2014-2016.

## Scelte nel Draft 2022
| Scelte dei Saints nel Draft 2022 |        |                 |       |                   |
| Giro                             | Scelta | Giocatore       | Ruolo | College           |
| 1                                | 11     | Chris Olave     | WR    | Ohio State        |
| 1                                | 19     | Trevor Penning  | OT    | Northern Iowa     |
| 2                                | 49     | Alontae Taylor  | CB    | Tennessee         |
| 5                                | 161    | D'Marco Jackson | LB    | Appalachian State |
| 6                                | 194    | Jordan Jackson  | DE    | Air Force         |

## Staff
| Staff dei New Orleans Saints nel 2022 |
| --- |
| Organi dirigenziali - Proprietario - Gayle Benson - Presidente – Dennis Lauscha - Vice presidente esecutivo/General Manager – Mickey Loomis - Vice presidente senior/Chief Operating Officer – Ben Hales - Assist. General Manager/Direttore degli osservatori del college – Jeff Ireland - Vice presidente dell'amministrazione del football – Khai Harley - Direttore delle operazioni – James Nagaoka - Direttore degli osservatori dei professionisti – Justin Matthews - Direttore del personale professionistico – Michael Parenton Capo allenatore - Capo-allenatore - Dennis Allen Altri allenatori - Preparatore atletico – Matt Clapp - Direttore della scienza sportiva – Matt Rhea - Assistente p.a. – Charles Byrd - Assistente p.a. – Rob Wenning Allenatori dell'attacco - Coordinatore offensivo - Pete Carmichael Jr. - Gioco sui passaggi/quarterback – Ronald Curry - Running backs – Joel Thomas - Wide receiver – Kodi Burns - Gioco sulle corse/tight end – Dan Roushar - Offensive line – Doug Marrone - Assistente Offensive line – Zach Strief - Assistente offensivo – Declan Doyle - Assistente capo-all./assistente attacco – Kevin Petry - Assistente attacco – D.J. Williams - Assistente attacco senior – Bob Bicknell Allenatori della difesa - Co-coordinatore difensivo/defensive line – Ryan Nielsen - Co-coordinatore difensivo/secondary – Kris Richard - Linebacker – Michael Hodges - Assistente secondary – Cory Robinson - Assistente difesa senior – Peter Giunta - Assistente difesa – Jordan Taylor - Assistente difesa – Sterling Moore - Specialista pass rush – Brian Young Allenatori dello special team - Assistente special team – Phil Galiano |

## Roster
| Roster dei New Orleans Saints nel 2022 |
| --- |
| Quarterback - 14 Andy Dalton - 2 Jameis Winston Running Back - 22 Mark Ingram - 34 Tony Jones Jr. - 41 Alvin Kamara - 46 Adam Prentice FB - 24 Dwayne Washington Wide Receiver - 1 Marquez Callaway - 11 Deonte Harris RS - 5 Jarvis Landry - 12 Chris Olave - 10 Tre'Quan Smith - 13 Michael Thomas Tight End - 7 Taysom Hill - 83 Juwan Johnson - 82 Adam Trautman - 81 Nick Vannett Offensive Linemen - 65 Wyatt Davis G - 74 James Hurst T - 66 Lewis Kidd T - 78 Erik McCoy C - 75 Andrus Peat G - 71 Ryan Ramczyk T - 51 Cesar Ruiz G - 76 Calvin Throckmorton G - 67 Landon Young T Defensive Linemen - 92 Marcus Davenport DE - 96 Carl Granderson DE - 94 Cameron Jordan DE - 90 Tanoh Kpassagnon DE - 93 David Onyemata DT - 91 Kentavius Street DT - 98 Payton Turner DE - 99 Shy Tuttle DT Linebacker - 53 Zack Baun OLB - 56 Demario Davis MLB - 50 Andrew Dowell OLB - 55 Kaden Elliss OLB - 42 Chase Hansen OLB - 20 Pete Werner OLB Defensive Back - 29 Paulson Adebo CB - 30 Justin Evans FS - 48 J.T. Gray SS - 23 Marshon Lattimore CB - 32 Tyrann Mathieu FS - 6 Marcus Maye SS - 21 Bradley Roby CB - 25 Daniel Sorensen SS - 27 Alontae Taylor CB - 26 P.J. Williams FS Special Team - 4 Blake Gillikin P - 3 Wil Lutz K - 49 Zach Wood LS Lista delle riserve - 15 Kawaan Baker WR (Sospeso) - 73 Ethan Greenidge G (IR) - 95 Albert Huggins DT (IR) - 52 D'Marco Jackson MLB (IR) - 77 Forrest Lamp G (IR) - 38 Smoke Monday FS (IR) - 70 Trevor Penning T (IR) - 97 Malcolm Roach DT (IR) - -- Dylan Soehner TE (PUP) Squadra di allenamento - 68 Josh Andrews C - 54 Taco Charlton DE - 61 Drew Desjarlais G - 39 DaMarcus Fields CB - 35 Vincent Gray CB - 88 J.P. Holtz TE - 59 Jordan Jackson DT - 87 Lucas Krull TE - 16 Jake Luton QB - 33 Kirk Merritt WR - 28 Latavius Murray RB - 57 Christian Ringo DT - 45 Nephi Sewell MLB - 89 Rashid Shaheed WR - 31 Tre Swilling CB - 58 Eric Wilson MLB 53 attivi, 9 inattivi, 16 nella squadra di allenamento |
| Legenda - I rookie sono in corsivo. - Il primo ruolo è il principale mentre gli eventuali successivi indicano i ruoli secondari. - (IR) sta per Injured Reserve ed indica la lista ristretta per un solo giocatore infortunato che può tornare ad allenarsi dopo la settimana 6 e a rientrare in prima squadra dopo che questa ha giocato 8 partite. - (NF-Inj.) / (NF-Ill.) stanno rispettivamente per Non-Football Injured e Non-Football Illness ed indicano le liste dove viene inserito un giocatore che ha un infortunio o una malattia non dipendente dal football americano. - (PUP) sta per Physically Unable to Perform ed indica la lista dove viene inserito un giocatore mentre è in attesa di recuperare la condizione fisica. Nella stagione regolare dopo la sesta partita giocata dalla propria squadra, il giocatore ha tempo tre settimane per riprendere ad allenarsi, più tre settimane aggiuntive dal suo rientro agli allenamenti per rientrare in prima squadra. |

## Precampionato
Il 12 maggio 2022 sono state annunciate le partite dei Saints nel precampionato.
| Precampionato |                |                      |           |        |                   |         |
| Settimana     | Data           | Avversario           | Risultato | Record | Stadio            | Sintesi |
| 1             | 13 agosto 2022 | @ Houston Texans     | S 13-17   | 0-1    | NRG Stadium       | Sintesi |
| 2             | 19 agosto 2022 | @ Green Bay Packers  | S 10-20   | 0-2    | Lambeau Field     | Sintesi |
| 3             | 27 agosto 2022 | Los Angeles Chargers | V 27-10   | 1-2    | Caesars Superdome | Sintesi |

## Stagione regolare

### Calendario
Il calendario della stagione regolare è stato annunciato il 12 maggio 2022. Il gruppo degli avversari, stabiliti sulla base delle rotazioni previste dalla NFL per gli accoppiamenti tra le division nonché dai piazzamenti ottenuti nella stagione precedente, fu giudicato come il 7º più duro da affrontare tra tutti quelli della stagione 2022.
| Stagione regolare |                   |                            |           |        |                           |         |
| Settimana         | Data              | Avversario                 | Risultato | Record | Stadio                    | Sintesi |
| 1                 | 11 settembre 2022 | @ Atlanta Falcons          | V 27-26   | 1-0    | Mercedes-Benz Stadium     | Sintesi |
| 2                 | 18 settembre 2022 | Tampa Bay Buccaneers       | S 10-20   | 1-1    | Caesars Superdome         | Sintesi |
| 3                 | 25 settembre 2022 | @ Carolina Panthers        | S 14-22   | 1-2    | Bank of America Stadium   | Sintesi |
| 4                 | 2 ottobre 2022    | Minnesota Vikings (I)      | S 25-28   | 1-3    | Tottenham Hotspur Stadium | Sintesi |
| 5                 | 9 ottobre 2022    | Seattle Seahawks           | V 39-32   | 2-3    | Caesars Superdome         | Sintesi |
| 6                 | 16 ottobre 2022   | Cincinnati Bengals         | S 26-30   | 2-4    | Caesars Superdome         | Sintesi |
| 7                 | 20 ottobre 2022   | @ Arizona Cardinals (T)    | S 34-42   | 2-5    | State Farm Stadium        | Sintesi |
| 8                 | 30 ottobre 2022   | Las Vegas Raiders          | V 24-0    | 3-5    | Caesars Superdome         | Sintesi |
| 9                 | 7 novembre 2022   | Baltimore Ravens (M)       | S 13-27   | 3-6    | Caesars Superdome         | Sintesi |
| 10                | 13 novembre 2022  | @ Pittsburgh Steelers      | S 10-20   | 3-7    | Acrisure Stadium          | Sintesi |
| 11                | 20 novembre 2022  | Los Angeles Rams           | V 27-20   | 4-7    | Caesars Superdome         | Sintesi |
| 12                | 27 novembre 2022  | @ San Francisco 49ers      | S 0-13    | 4-8    | Levi's Stadium            | Sintesi |
| 13                | 5 dicembre 2022   | @ Tampa Bay Buccaneers (M) | S 16-17   | 4-9    | Raymond James Stadium     | Sintesi |
| 14                | Riposo            | Riposo                     | Riposo    | Riposo | Riposo                    | Riposo  |
| 15                | 18 dicembre 2022  | Atlanta Falcons            | V 21-18   | 5-9    | Caesars Superdome         | Sintesi |
| 16                | 24 dicembre 2022  | @ Cleveland Browns         | V 17-10   | 6-9    | FirstEnergy Stadium       | Sintesi |
| 17                | 1º gennaio 2023   | @ Philadelphia Eagles      | V 20-10   | 7-9    | Lincoln Financial Field   | Sintesi |
| 18                | 8 gennaio 2023    | Carolina Panthers          | S 7-10    | 7-10   | Caesars Superdome         | Sintesi |

Note:
- Gli avversari della propria division sono in grassetto.
- Il simbolo "@" indica una partita giocata in trasferta.
- (M) indica il Monday Night Football, (T) il Thursday Night Football, (S) il Sunday Night Football e (I) le International Series.

## Premi

### Premi settimanali e mensili
- Chris Olave:

rookie offensivo del mese di settembre
- Taysom Hill:

giocatore offensivo della NFC della settimana 5
running back della settimana 5
- Cameron Jordan:

difensore della NFC della settimana 17